# Нојербург
Нојербург (њем. Neuerburg) град је у њемачкој савезној држави Рајна-Палатинат. Једно је од 235 општинских средишта округа Ајфелкрајс Битбург-Прим. Према процјени из 2010. у граду је живјело 1.493 становника. Посједује регионалну шифру (AGS) 7232088.

## Географски и демографски подаци
Нојербург се налази у савезној држави Рајна-Палатинат у округу Ајфелкрајс Битбург-Прим. Град се налази на надморској висини од 330 метара. Површина општине износи 10,2 km². У самом граду је, према процјени из 2010. године, живјело 1.493 становника. Просјечна густина становништва износи 146 становника/km².

## Међународна сарадња
| Мјесто | Држава    | Врста сарадње | Од    |
| ------ | --------- | ------------- | ----- |
|        | Француска | партнерство   | 2000. |
| Извор  |           |               |       |